# Fámjins kirkja
Fámjins kirkja är en kyrkobyggnad belägen i Fámjin på Suðuroy, Färöarna. Kyrkan tillhör Färöarnas folkkyrka.

## Kyrkobyggnaden
En tidigare kyrka på platsen byggdes 1826. Den nuvarande kyrkan är uppförd efter ritningar av den isländske arkitekten Guðbrandur Sigurðsson. Byggandet påbörjades 1862 och slutfördes 1875. I februari 1876 togs kyrkan i bruk. Kyrkan har en stomme av sten och väggarna är vitkalkade både invändigt och utvändigt. Byggnaden täcks av ett skifferklätt sadeltak. På taket vid västra kortsidan finns en takryttare av trä med tornspira.

## Inventarier
I kyrkan hänger originalet till Färöarnas flagga som syddes 1919 av färöiska studenter i Köpenhamn. I kyrkan står den färöiska runstenen Fámjinstenen. Altartavlan, med motivet "Jesu dop", är en kopia av en målning utförd av Carl Bloch. En åttkantig dopfunt är av trä och har ett dopfat från 1965.